# Recht Kanadas
Das Recht Kanadas beruht im Privatrecht, öffentlichen Recht und Strafrecht größtenteils auf dem englischen Common Law, das ein Erbe der britischen Kolonialzeit ist. In Québec findet hingegen als Folge der ehemaligen Zugehörigkeit zu Frankreich im Bereich des Privatrechts ein auf das römische Recht zurückgehendes Zivilrecht Anwendung. Sowohl Common Law als auch franko-römisches Zivilrecht sind im Rang der kanadischen Verfassung nachstehendes Recht.

## Rechtsgeschichte
Die Provinz Kanada (französisch Province du Canada, englisch Province of Canada) war von 1841 bis 1867 eine britische Kolonie in Nordamerika. Sie entstand durch die Vereinigung der britischen Kolonien Niederkanada und Oberkanada. Diese ehemaligen Kolonien wurden inoffiziell auch Ostkanada (für Niederkanada) und Westkanada (für Oberkanada) genannt. Niederkanada und Oberkanada wurden 1841 durch das britische Unionsgesetz vom 23. Juli 1840 zur Provinz Kanada verschmolzen.
Im Rahmen der kanadischen Konföderation ging die Provinz Kanada 1867 im neugeschaffenen kanadischen Bundesstaat auf und wurde dort zu den getrennten Provinzen Québec und Ontario. Mit der Zustimmung von Königin Victoria zum British North America Act des britischen Parlaments war am 29. März 1867 der Gesetzgebungsprozess abgeschlossen. Das Gesetz, das die Provinz Kanada mit den Kolonien New Brunswick und Nova Scotia vereinigte, trat am 1. Juli 1867 in Kraft. Es ersetzte den Act of Union 1840, der Oberkanada und Niederkanada zur Provinz Kanada verschmolzen hatte. Der British North America Act gab Kanada bedeutend mehr Autonomie als zuvor, doch war die Justizkommission des britischen Privy Council weiterhin das oberste Berufungsgericht und die Verfassung konnte nur durch das britische Parlament geändert werden. Der Oberste Gerichtshof von Kanada nahm seine Tätigkeit am 18. November 1875 auf.
Kanada gewann mit der Zeit immer mehr Autonomie hinzu und erlangte 1931 mit dem Statut von Westminster fast vollständige Unabhängigkeit. Ab 1933 war der Oberste Gerichtshof von Kanada in Strafsachen die letzte Instanz, ab 1949 auch in allen anderen Fällen. Mit dem Kanada-Gesetz erhielt das Land 1982 auch in Verfassungsfragen Unabhängigkeit. Die kanadische Verfassung besteht aus einer Reihe von Gesetzen und ungeschriebenen Traditionen. Das wichtigste ist das Verfassungsgesetz von 1982, welches u. a. den British North America Act in Verfassungsgesetz von 1867 (engl. Constitution Act 1867, frz. Loi constitutionnelle de 1867) umbenannte.
Alle Provinzen und Territorien Kanadas, mit der Ausnahme von Québec im Privatrecht, haben ein auf dem Common Law basierendes Rechtssystem. Neben den Common Law im engeren Sinne sind die Gerichte auch berechtigt, Billigkeitsentscheidungen nach Equity zu fällen und das Recht dementsprechend fortzuentwickeln. Wie bei allen anderen Ländern üblich, die das Common Law-System anwenden, gilt auch in Kanada das System der stare decisis. Dies bedeutet, dass Gerichte ältere Entscheidungen (Präzedenzfälle) nicht einfach ohne Begründung umstoßen können.
Die unter- und übergeordneten Gerichte der Provinzen sind nicht an die Entscheidungen von Gerichten anderer Provinzen gebunden. Trotzdem gelten ihre Entscheidungen als angemessene Rechtsquellen und werden oft so behandelt, als wären sie bindend. Nur der Oberste Gerichtshof von Kanada hat die Autorität, alle anderen Gerichte im Land zu binden. Die stark ausgelasteten Gerichte, so zum Beispiel der Ontario Court of Appeal, werden oft als Vorbild herangezogen, wenn es um Angelegenheiten überprovinzialen Rechtes geht, speziell in Angelegenheiten wie dem Beweisrecht oder dem Strafrecht.
Wenn es nur wenige oder keine kanadischen Entscheidungen in einem bestimmten Rechtsgebiet gibt, werden auch ausländische Gerichtsentscheidungen von Ländern des Common Law-Rechtskreises herangezogen, meist britische Gerichtsentscheidungen, bevorzugt die des Court of Appeal of England and Wales und die des House of Lords. Im Bereich des Verfassungsrechts oder des Rechts der Privatsphäre wird aber auch oft Entscheidungen US-amerikanischer Gerichte herangezogen, da viele Entwicklungen in diesem Bereich rechtsgeschichtlich dort ihren Anfang nahmen.
Da Kanada Kolonie des Vereinigten Königreichs war, sind Entscheidungen, die das House of Lords vor dem Jahre 1867 (der Gründung Kanadas) getroffen hat, immer noch bindend, wenn dieselbe Rechtsfrage nicht vom Obersten Gerichtshof von Kanada neu entschieden wurde. Außerdem ist Kanadas Rechtsprechung genauso immer noch an die Entscheidungen des Privy Council von vor 1949 gebunden, da dieses bis dahin oberstes Appellationsgericht war. Auch heute noch werden Entscheidungen dieses Organs als Rechtsquelle herangezogen.
Die Straftatbestände sind alle in geschriebenen Bundes- oder Provinzialstrafgesetzen festgehalten. Eine Ausnahme bildet die Straftat der „Missachtung des Gerichts“, die als letzte Straftat nicht gegen ein geschriebenes Statut verstößt, sondern eine Straftat nach dem ungeschriebenen Common Law ist.

## Verfassungsrecht und Gesetzgebung

### Die kanadische Verfassung
Die kanadische Verfassung ist das oberste Recht in Kanada, auch wenn es formal auf derselben Ebene wie das statute law steht. Sie setzt sich sowohl aus kodifizierten Gesetzen als auch aus unkodifizierten Traditionen und Konventionen zusammen. Der Grundstein wurde mit dem Verfassungsgesetz von 1867 gelegt, das man zu Beginn noch als British North America Act bezeichnete und vom britischen Parlament verabschiedet worden war. Dieses Gesetz bestimmte unter anderem das Regierungssystem und verteilte verschiedene Rechte an die Provinzregierungen. Der kodifizierte Teil der Verfassung wird im Verfassungsgesetz von 1982 beschrieben und enthält auch die Kanadische Charta der Rechte und Freiheiten. Damit wurden auch Grundrechte zum Teil der kanadischen Verfassung.

### Gesetzgebung
Vom kanadischen Parlament erlassene Gesetze und die Gesetzgebung der Provinzen sind die Hauptquellen des kanadischen Rechts. Das Verfassungsgesetz von 1867 autorisiert das Parlament „Gesetze [...] für den Frieden, die Ordnung und eine gute Regierung Kanadas [...]“  zu erlassen, solange das Parlament dabei nicht in die Gesetzgebungskompetenzen der Provinzen eingreift. "Das rechtliche System Kanadas wird durch seine föderale Struktur bestimmt. Im Gegensatz zu Deutschland fehlt jedoch die supranationale Komponente. Zwar bildet Kanada mit den USA und Mexiko die Freihandelszone NAFTA, (North American Free Trade Aera), aber diese Bindung ist keine eigene Körperschaft wie die EU, sondern nur Ausfluss multilateraler Verträge. Ansonsten gibt es Bundesrecht, Provinzrecht, und Recht der Gemeinden. Ein großer Unterschied zu Deutschland: Die rechtliche Autonomie der Provinzen ist deutlich größer als das der deutschen Bundesländer. So ist der Kern des Zivilrechtes Provinzrecht, während es in Deutschland Bundesrecht ist. Auf dem Gebiete des Gesellschaftsrechtes konkurriert die Gesetzgebung: es gibt Kapitalgesellschaften nach Bundesrecht und Kapitalgesellschaften nach Provinzrecht. Die wesentlichen Gesetzgebungskompetenzen der Föderation liegen auf folgenden Gebieten: Insolvenzrecht, Patent- und Urheberrecht, Arbeitslosenversicherung, Strafrecht."
Von der Bundesregierung erlassene Gesetze werden vorab in der Canada Gazette angekündigt, dem Amtsblatt der Bundesregierung. Danach werden sie in den Annual Statutes of Canada, also den „Jährlichen Satzungen Kanadas“, veröffentlicht. Von Zeit zu Zeit führt die Regierung alle zu dem Zeitpunkt gültigen Gesetze in einer Konsolidierung zusammen. Dieses Ereignis wird in Kanada als Revised Statutes of Canada bezeichnet („Überarbeitete Satzungen von Kanada“). Die letzte Konsolidierung fand im Jahr 1985 statt.
In den Provinzen erlassene Gesetze verfolgen das gleiche Prozedere. Sie werden in einer Provinzgazette angekündigt, jährlich veröffentlicht und dann von Zeit zu Zeit konsolidiert.

## Gerichtsorganisation

System der kanadischen Gerichte

Der Oberste Gerichtshof von Kanada ist das oberste Gericht und die letzte Instanz in der kanadischen Justiz. Vor 1949 konnten auch dem Justizkomitee des Privy Council im Vereinigten Königreich Fälle vorgelegt werden und so umgingen einige Fälle den Obersten Gerichtshof von Kanada vollständig.
Strafgerichte und Berufungsgerichte werden auch als „Section 96-Gerichte“ bezeichnet. Dies geschieht in Anlehnung an das Verfassungsgesetz von 1867, da in der „Section 96“ der Bundesregierung die Ernennung der Richter für eben jene Gerichte zugestanden wird. In Provinzgerichten tätige Richter werden auch von den jeweiligen Provinzen ernannt. Im Normalfall verläuft der Rechtsweg von den Provinzgerichten zu den höheren Straf- und Berufungsgerichten der Provinzen, von dort zu den überprovinzialen Berufungsgerichten und in seltenen Fällen bis zum Obersten Gerichtshof von Kanada. So ist folglich in jeder Provinz und in jedem Territorium ein Berufungsgericht vorhanden. Obwohl die Richter der so genannten „Section 96-Gerichte“ von der Bundesregierung ernannt werden, müssen die Provinzen für die Bezahlung dieser Richter aufkommen und die Gerichte verwalten.
Das Bundesgericht von Kanada und das Bundesberufungsgericht wurden im Gegensatz zu anderen höheren Gerichten durch ein Gesetz gegründet. Ihr Kompetenzbereich umfasst nur eine geringe Zahl von Bundesverfassungsbereichen, unter anderem Angelegenheiten der Immigration, des Seerechts und bei Patent- und Urheberrechtsfragen. Einen Großteil ihrer Arbeit machen richterliche Prüfungen von Bundestribunalen, Kommissionen und Gremien aus. In manchen Fällen vollziehen die Bundesgerichte die Rechtsprechung ausschließlich in Gesetzesform. In anderen Bereichen könnte es eventuell zu einer konkurrierenden Rechtsprechung zwischen den höheren Gerichten bei im Grunde gleichen Verhandlungsgegenständen kommen. Dies würde in manchen Fällen Vor- oder auch Nachteile für eine Partei bedeuten, je nachdem vor welchem Gericht verhandelt wird.

## Strafrecht
Die Verabschiedung von Strafgesetzen untersteht der alleinigen Gesetzgebungskompetenz des Bundes, eine Situation die im Kontrast zu den Verhältnissen in den Vereinigten Staaten steht. Dieser Umstand ist dahingehend bemerkenswert, dass den kanadischen Provinzen im Vergleich zu den amerikanischen Bundesstaaten in der Regel mehr Kompetenzen zukommen. Das bedeutet zusammenfassend, dass Kanada ein Strafgesetz ausgearbeitet hat, das innerhalb von Kanada überall dieselbe Gültigkeit besitzt. Bei geringeren, nicht schwerwiegenden Verbrechen können die Provinzen jedoch selbst administrative Maßnahmen ergreifen. Die Verwaltung der Justiz- und Strafsachen fällt in den Zuständigkeitsbereich der Provinzen und die Durchsetzung geschieht unter Nutzung der provinzialen und kommunalen Polizeikräfte.
Vor der Verabschiedung der Kanadischen Charta der Rechte und Freiheiten im Jahr 1982 war es nicht unüblich, Provinzrecht dahingehend anzufechten, dass es ohne Vollmacht (ultra vires) erlassen wurde, also ohne Gesetzgebungsautorität. So wurden zum Beispiel Gesetze, die versuchten, die Pornographie, Prostitution und die Abtreibung einzudämmen, mit der Begründung gekippt, dass es sich dabei um Gesetze im Bereich des Strafrechts handle und die Provinzen somit keine Rechtfertigung hätten, diese zu erlassen.

## Privatrecht
Das Gebiet des Privatrechts umfasst in Kanada zahlreiche Bereiche des Rechts, so zum Beispiel die Streitigkeiten zwischen verschiedenen Parteien wie Einzelpersonen, Unternehmen und der Regierung. Parteien im Disput suchen Gerechtigkeit vor Gericht unter anderem in Vertragsangelegenheiten (Vertragsrecht), Streitigkeiten, die aus unerlaubten Handlungen resultieren (Deliktsrecht), und Fällen in Bezug auf das Sachenrecht. Alle Provinzen und Territorien Kanadas, mit der Ausnahme der französischsprachigen Provinz Québec im Privatrecht, haben ein auf dem Common Law basierendes Rechtssystem. Neben den Common Law im engeren Sinne sind die Gerichte auch berechtigt, Billigkeitsentscheidungen nach Equity zu fällen und das Recht dementsprechend fortzuentwickeln.

### Québecs Privatrechtssystem

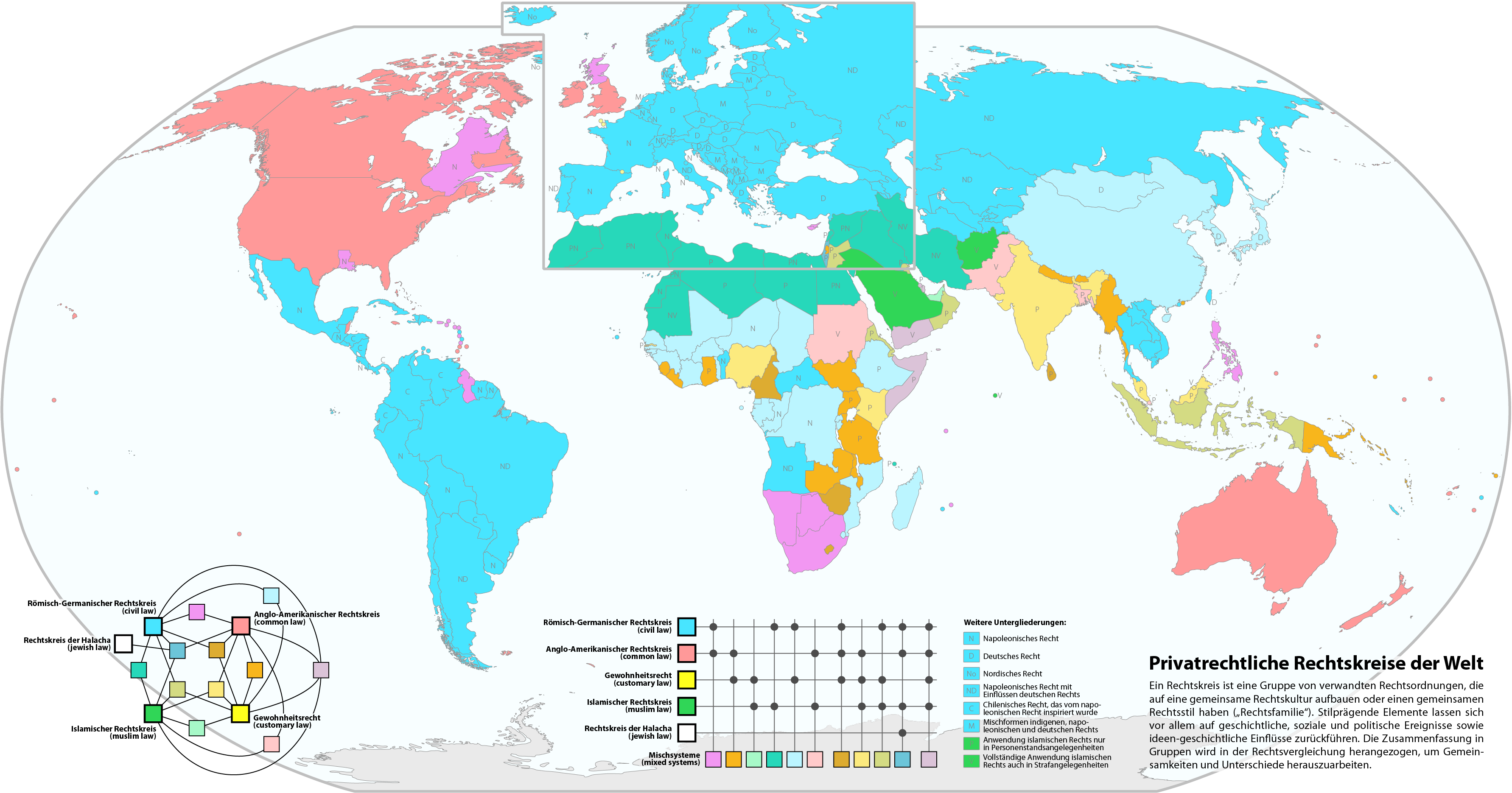
Rechtssysteme der Erde. Civil Law in blau, Common Law in rot, Fiqh in grün, Common Law und Civil Law gemischt in violett und andere Mischsysteme in weiteren Farben.

Aus historischen Gründen hat sich im französischsprachigen Québec ein hybrides Rechtssystem herausgebildet. Das Privatrecht (= Zivilrecht) folgt hier dem Prinzip des Rechts, wie man es auf dem europäischen Festland anwendet. Im Zivilrecht römischer Tradition werden abstrakte Normen auf den konkreten Fall angewandt, statt dass wie im Common Law Regeln aus Einzelfallentscheidungen deduziert werden. Im Englischen wird dieses System als Civil Law oder Continental Law bezeichnet. Erstmals wurde dieses System in Neufrankreich, dem heutigen Québec, durch die Coutume de Paris eingeführt. Heute ist ein Großteil des Privatrechts Québecs im Code civil du Québec (Bürgerliches Gesetzbuch von Québec) kodifiziert.
Nachdem Neufrankreich im Zuge der britischen Eroberung 1760 gefallen war, wurde im Gebiet des öffentlichen Rechts Common Law angewandt. Die Verteilung der Gesetzgebungskompetenz zwischen Bundes- und Provinzparlament richtet sich aber nicht ausschließlich danach, ob die Gesetzgebungsmaterie dem öffentlichen oder dem privaten Recht zuzuordnen ist. Deshalb sollten Gesetze der Provinzen, die das öffentliche Recht betreffen, nach den Traditionen des Common Law interpretiert werden. Gesetze des Bundesparlaments, die Angelegenheiten des Privatrechts betreffen, müssen aber bei ihrer Anwendung in Québec im Lichte des franko-römischen Zivilrechts ausgelegt werden, und ihre Rechtsbegriffe müssen mit dem Code civil du Québec in Einklang gebracht werden.
Aufgrund Québecs einzigartigen Rechtssystems müssen Anwälte sowohl im Common Law als auch im römischen Zivilrecht gut unterrichtet sein, denn sonst könnten sie in Québec nicht effizient praktizieren.

## Prozessrecht
Das kanadische Prozessrecht umfasst mehrere Aspekte der Justiz. So reguliert das Beweisrecht zum Beispiel die Zulässigkeit von Beweismitteln vor Gericht und Tribunalen. Die Regelung der verschiedenen Aspekte der Justiz ist föderal, je nach Wertigkeit, verteilt. So werden sozial und rechtlich schwerwiegende Bereiche nur von den höchsten Stellen bearbeitet. Die Funktionsweise der Gerichte wird in den Gesetzen zum Zivilprozess bestimmt. Diese Gesetze sind in jeder Provinz in den Regeln des Zivilprozesses kodifiziert.